# Paroisse de Drummond
Cet article concerne la localité canadienne. Pour le village voisin, voir Drummond (Nouveau-Brunswick). Pour les autres significations, voir Drummond.
La paroisse de Drummond est à la fois une paroisse civile et un ancien district de services locaux (DSL) canadien du Nouveau-Brunswick. Dans le cadre de la réforme de la gouvernance locale du 1er janvier 2023, une partie du DSL a été fusionnée à la ville de Grand-Sault, et une autre au district rural du Nord-Ouest.

## Géographie

### Situation
Drummond est situé dans la vallée du fleuve Saint-Jean, à 55 kilomètres au sud-est d'Edmundston. Le DSL à une superficie de 1 014,90 km2.
Drummond est limitrophe à l'ouest de la ville de Grand-Sault. Le village de Drummond est enclavé dans le DSL. Drummond est situé principalement dans  
le comté de Victoria. Une partie du territoire, au nord-ouest, est plutôt située dans le comté de Madawaska.
La paroisse de Drummond est généralement considérée comme faisant partie de l'Acadie.

### Topographie
Drummond est situé dans les Appalaches.

### Hydrographie
Le principal cours d'eau est bien entendu le fleuve Saint-Jean, qui borde le sud-ouest du territoire. Les deux principaux cours d'eau se jetant dans le fleuve sont, d'amont en aval, la Petite Rivière et la rivière au saumon. La Grande Rivière prend sa source au nord du territoire mais se déverse plus loin à l'ouest dans le fleuve. Le fleuve Ristigouche passe également à l'extrémité nord-ouest du territoire.

### Quartier
Il y a en quelque sorte des banlieues le long du chemin Tobique, à l'est et à l'ouest du village, ainsi que le long du fleuve. Au sud du village, on retrouve Chemin-Price et Chemin-Desjardins. Au nord du village, le long du chemin de fer, se trouvent successivement Caldwell, Drummond-Station, Violette-Station et, au pont ferroviaire sur la rivière au saumon, Moulin-Davis (Davis Mill).
Au nord du chemin de fer, dans la prairie se trouvent, du sud au nord, les hameaux de Quatre-Coins, Ennishone et Canton.
Dans la forêt, on retrouve Village-Burgess (Burgess Settlement).

### Faune et flore
Le sud du territoire est une prairie, où on cultive principalement les pommes de terre. Le nord est la Grande Forêt du Nouveau-Brunswick.

## Histoire
Le rivage du fleuve Saint-Jean est colonisé en 1819 par le régiment The West India Rangers. L'arrière-pays et colonisé par des immigrants danois et irlandais puis par des néo-brunswickois.

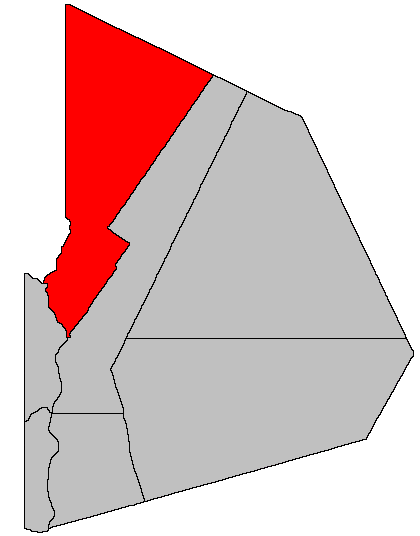
Situation sur une carte des paroisses civiles du comté de Victoria (certains DSL et municipalités ne sont donc pas montrés).

Ennishone, parfois appelé Innishowen, est arpenté en 1857 et fondé en 1861 par des Irlandais principalement originaires de Cork ; des Acadiens occupent ensuite le village.
1872 : La paroisse de Drummond est formée dans le comté de Victoria à partir de portions des paroisses de Grand-Sault et de Saint-Léonard.
La municipalité du comté de Victoria est dissoute en 1966. La paroisse de Denmark devient un district de services locaux en 1967.
1967 : Le village de Drummond est formé à partir d'une portion du DSL.

## Démographie
(juillet 2016).
Il y avait 2 265 habitants en 2006, comparativement à 2 182 en 2001, soit une baisse de 3,8 % en 5 ans. L'âge médian est de 38,3 ans, comparativement à 41,5 pour la province. 81,2 % de la population est âgée de plus de 15 ans, comparativement à 83,8 % pour la province.
Le français est la langue maternelle de 91,1 % des habitants, 8,5 % sont anglophones et 0,4 % sont allophones. 82,1 % de la population peut communiquer dans les deux langues officielles, 14,1 % sont unilingues francophones et 3,8 % sont unilingues anglophones. Le français est parlé à la maison par 90,2 % des gens, l'anglais par 8,0 % et les deux langues par 1,1 % de la population. Le français est la langue de travail de 72,9 % des employés, l'anglais de 18,7 % et 8,8 % utilisent les deux langues.
| 2001  | 2006  | 2011  | 2016  |
| ----- | ----- | ----- | ----- |
| 2 182 | 2 265 | 2 250 | 2 157 |

## Administration

### Comité consultatif
En tant que district de services locaux, la paroisse de Drummond est en théorie administré directement par le Ministère des Gouvernements locaux du Nouveau-Brunswick, secondé par un comité consultatif élu composé de cinq membres dont un président. Il n'y a actuellement aucun comité consultatif.

### Commission de services régionaux
La paroisse de Drummond fait partie de la Région 1, une commissions de services régionaux (CSR) devant commencer officiellement ses activités le 1er janvier 2013. Contrairement aux municipalités, les DSL sont représentés au conseil par un nombre de représentants proportionnels à leur population et leur assiette fiscale. Ces représentants sont élus par les présidents des DSL mais sont nommés par le gouvernement s'il n'y a pas assez de présidents en fonction. Les services obligatoirement offerts par les CSR sont l'aménagement régional, l'aménagement local dans le cas des DSL, la gestion des déchets solides, la planification des mesures d'urgence ainsi que la collaboration en matière de services de police, la planification et le partage des coûts des infrastructures régionales de sport, de loisirs et de culture; d'autres services pourraient s'ajouter à cette liste.

### Représentation et tendances politiques
Nouveau-Brunswick: La paroisse de Drummond fait partie de la circonscription provinciale de Grand-Sault—Drummond—Saint-André, qui est représentée à l'Assemblée législative du Nouveau-Brunswick par Danny Soucy, du Parti progressiste-conservateur. Il fut élu en 2010.
 Canada: La paroisse de Drummond fait partie de la circonscription électorale fédérale de Tobique—Mactaquac, qui est représentée à la Chambre des communes du Canada par Michael Allen, du Parti conservateur. Il fut élu lors de la 39e élection générale, en 2006, et réélu en 2008.

## Économie
Entreprise Grand-Sault, membre du Réseau Entreprise, a la responsabilité du développement économique.
Chez les habitants âgés de plus de 15 ans, le taux d'activité est de 67,0 %, le taux d'emploi est de 57,9 % et le taux de chômage est de 13,6 %. À titre de comparaison, ceux de la province sont respectivement de 63,7 %, 57,3 % et 10,0 %.
Parmi ces emplois, on en dénombre 12,4 % dans l'agriculture (6,9 % au provincial), 10,4 % dans la construction (6,7 % au provincial), 13,3 % dans la fabrication (10,8 % au provincial), 2,1 % dans le commerce de gros (3,6 % au provincial), 14,9 % dans le commerce au détail (11,9 % au provincial), 2,5 % dans les finances et l'immobilier (4,2 % au provincial), 7,9 % dans la santé et les services sociaux (11,4 % au provincial), 3,7 % dans l'enseignement (6,5 % au provincial), 11,2 % dans les services de commerce (16,9 % au provincial) et 21,6 % dans les autres services (21,1 % au provincial).

## Vivre dans la paroisse de Drummond
Le bureau de poste et le détachement de la Gendarmerie royale du Canada le plus proche est à Grand-Sault. Le poste d'Ambulance Nouveau-Brunswick le plus proche est aussi à Grand-Sault.
Les francophones bénéficient du quotidien L'Acadie nouvelle, publié à Caraquet, ainsi qu'à l'hebdomadaire L'Étoile, de Dieppe. Ils ont aussi accès à l'hebdomadaire La Cataracte, de Grand-Sault, et aux hebdomadaires Le Madawaska et La République, d'Edmundston. Les anglophones bénéficient des quotidiens Telegraph-Journal, publié à Saint-Jean, et The Daily Gleaner, publié à Fredericton. Ils ont à l'hebdomadaire Victoria Star, publié à Grand-Sault.